# Niccolò Ardinghelli
Niccolò Ardinghelli (ur. 17 marca 1503 we Florencji, zm. 23 sierpnia 1547 w Rzymie) – włoski kardynał.

## Życiorys
Urodził się 17 marca 1503 roku we Florencji, jako syn Pietra Ardinghelliego. Studiował prawo, grekę i łacinę, a następnie został protonotariuszem apostolskim i kanonikiem kapituły we Florencji. 13 lipca 1541 roku został wybrany biskupem Fossombrone. Był nuncjuszem przy Franciszku I, by negocjować pokój pomiędzy Karolem V a królem Francji. 19 grudnia 1544 roku został kreowany kardynałem prezbiterem i otrzymał kościół tytularny Sant’Apollinare. W 1545 roku został prefektem Trybunału Sygnatury Łaski, a dwa lata później zrezygnował z zarządzania diecezją. Zmarł 23 sierpnia 1547 roku w Rzymie.